# Psilochorema macroharpax
Psilochorema macroharpax är en nattsländeart som beskrevs av Mcfarlane 1951. Psilochorema macroharpax ingår i släktet Psilochorema och familjen Hydrobiosidae. Inga underarter finns listade i Catalogue of Life.